# Cho Jung-hyun
Cho Jung-hyun (12 de novembro de 1969 - 10 de julho de 2022) foi um futebolista profissional sul-coreano que atuava como atacante.

## Carreira
Cho Jung-hyun representou a Seleção Sul-Coreana de Futebol nas Olimpíadas de 1992.